# Lampaul-Ploudalmézeau
Pour les articles homonymes, voir Lampaul.
Lampaul-Ploudalmézeau [lɑ̃pɔl pludalmezo] est une commune du département du Finistère, dans la région Bretagne, en France.

## Géographie

### Situation
Le bourg de Lampaul-Ploudalmézeau est situé à 27 km au nord-ouest de Brest et à 3 km au nord-nord-est de Ploudalmézeau.
|               | La Manche               |            |
| Ploudalmézeau | Lampaul-Ploudalmézeau   | Saint-Pabu |
|               | Ploudalmézeau, Plouguin | Plouguin   |

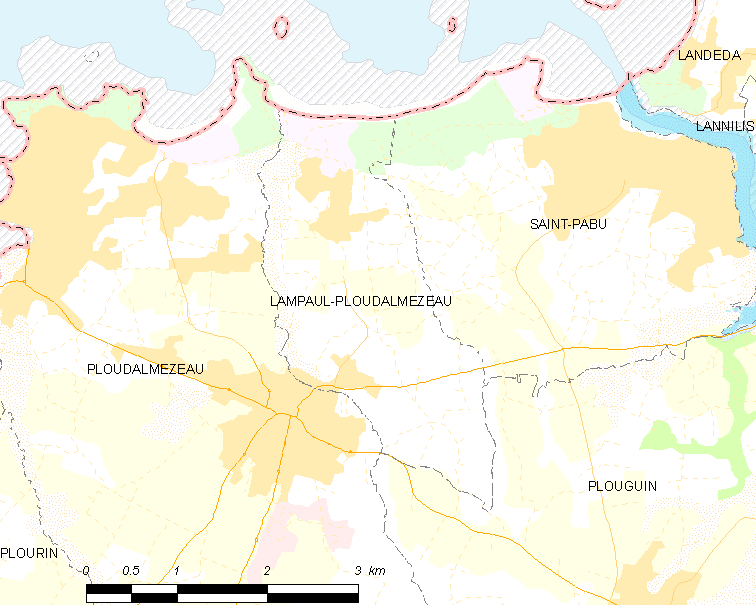
Carte de la commune de Lampaul-Ploudalmézeau.

La commune, littorale de la Manche, est limitée par deux petits fleuves côtiers, le Frout ou Gouer ar Frout à l'ouest (qui sépare la commune de celle de Ploudalmézeau) et le ruisseau du Ribl à l'est (qui sépare la commune de celle de Saint-Pabu). Son littoral, peu étendu, forme la plage des Trois Moutons, et est bordé de larges dunes atteignant 14 mètres d'altitude au maximum ; c'est « une côte basse, grise, blanche et noire, où le sable et les plateaux de roches s'emmêlent » a écrit André Guilcher.
L'île du Bec, l'île de Rosservo et l'île de Coulouarn sont situées au large de Lampaul-Ploudalmézeau.
Le finage communal forme un rectangle orienté nord-sud et dont les parties intérieures sont constituées par un fragment du plateau du Léon en pente douce vers la mer atteignant au maximum 62 mètres d'altitude dans sa partie méridionale. Le bourg, situé au centre-nord du territoire communal, est vers 28 mètres d'altitude.
La commune est restée essentiellement rurale, présentant dans sa partie sud un paysage de bocage avec habitat dispersé constitué de fermes isolées et hameaux. Son littoral a été, en raison des dunes le bordant, préservé de l'urbanisation ; une rurbanisation balnéaire est toutefois sensible en arrière des dunes aux alentours de Ty Cam et Ty Nevez, ainsi qu'une périurbanisation dans le quartier de Kersquivit, limitrophe du bourg de Ploudalmézeau.

### Hydrographie
Pour un article plus général, voir Réseau hydrographique du Finistère.
La commune est située dans le bassin Loire-Bretagne. Elle est drainée par le Kouer er Frout, le Ribl et  un autre petit cours d'eau,.

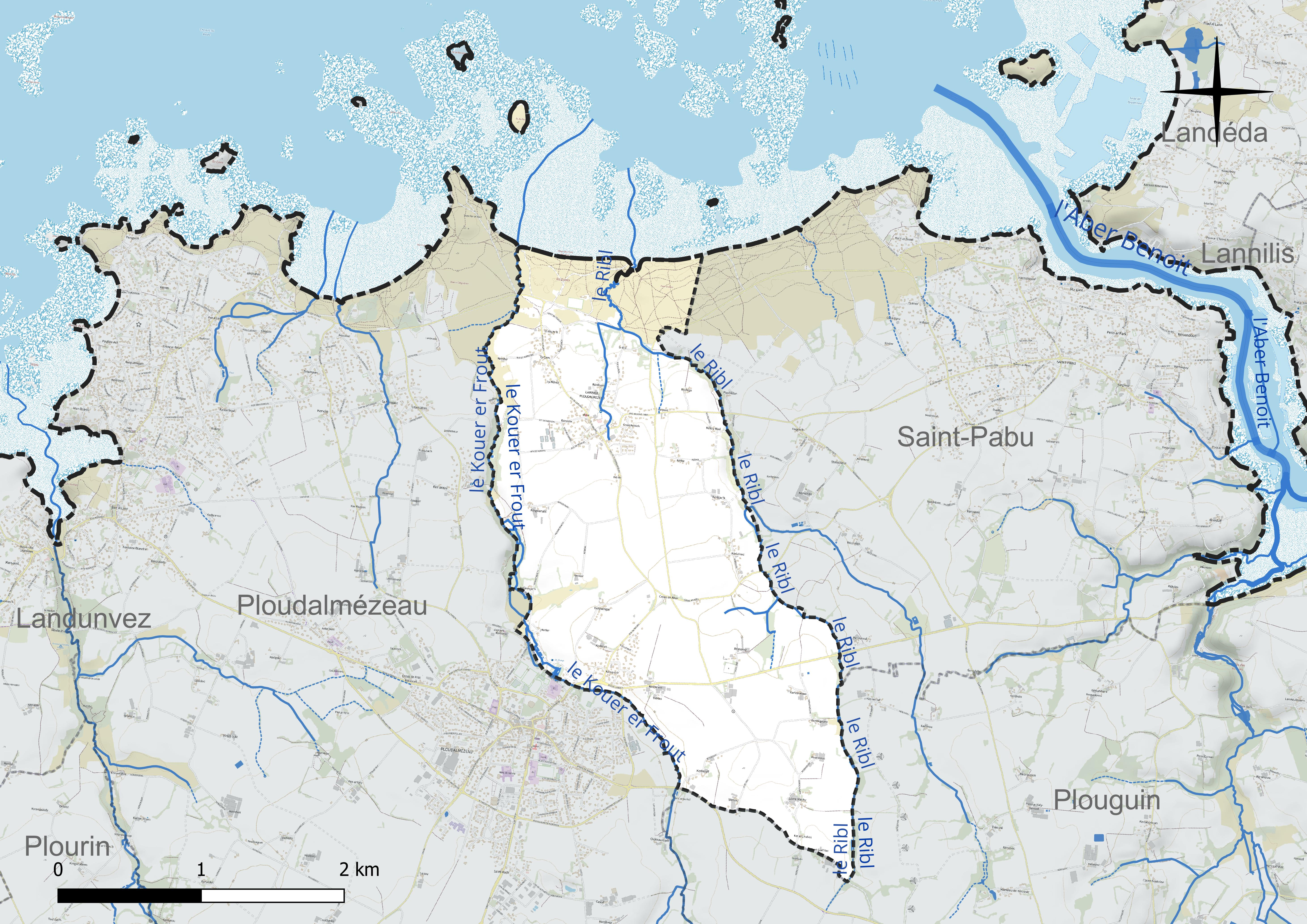
Réseau hydrographique de Lampaul-Ploudalmézeau.

### Climat
Pour des articles plus généraux, voir Climat de la Bretagne et Climat du Finistère.
En 2010, le climat de la commune est de type climat océanique franc, selon une étude du CNRS s'appuyant sur une série de données couvrant la période 1971-2000. En 2020, Météo-France publie une typologie des climats de la France métropolitaine dans laquelle la commune est exposée à un climat océanique et est dans la région climatique  Finistère nord, caractérisée par une pluviométrie élevée, des températures douces en hiver (6 °C), fraîches en été et des vents forts. Parallèlement l'observatoire de l'environnement en Bretagne publie en 2020 un zonage climatique de la région Bretagne, s'appuyant sur des données de Météo-France de 2009. La commune est, selon ce zonage, dans la zone « Littoral », exposée à un climat venté, avec des étés frais mais doux en hiver et des pluies moyennes.  
Pour la période 1971-2000, la température annuelle moyenne est de 12 °C, avec  une amplitude thermique annuelle de 9 °C. Le cumul annuel moyen de précipitations est de 900 mm, avec 15,8 jours de précipitations en janvier et 7,2 jours en juillet. Pour la période 1991-2020, la température moyenne annuelle observée sur la station météorologique la plus proche, située sur la commune de Ploudalmézeau à 2 km à vol d'oiseau, est de 12,1 °C et le cumul annuel moyen de précipitations est de 997,1 mm,. Pour l'avenir, les paramètres climatiques de la commune estimés pour 2050 selon différents scénarios d'émission de gaz à effet de serre sont consultables sur un site dédié publié par Météo-France en novembre 2022.

## Urbanisme

### Typologie
Au 1er janvier 2024, Lampaul-Ploudalmézeau est catégorisée commune rurale à habitat dispersé, selon la nouvelle grille communale de densité à 7 niveaux définie par l'Insee en 2022.
Elle est située hors unité urbaine. Par ailleurs la commune fait partie de l'aire d'attraction de Brest, dont elle est une commune de la couronne,. Cette aire, qui regroupe 68 communes, est catégorisée dans les aires de 200 000 à moins de 700 000 habitants,.
La commune, bordée par la Manche, est également une commune littorale au sens de la loi du 3 janvier 1986, dite loi littoral. Des dispositions spécifiques d'urbanisme s'y appliquent dès lors afin de préserver les espaces naturels, les sites, les paysages et l'équilibre écologique du littoral, tel le principe d'inconstructibilité, en dehors des espaces urbanisés, sur la bande littorale des 100 mètres, ou plus si le plan local d'urbanisme le prévoit.

### Occupation des sols
L'occupation des sols de la commune, telle qu'elle ressort de la base de données européenne d'occupation biophysique des sols Corine Land Cover (CLC), est marquée par l'importance des territoires agricoles (77,9 % en 2018), en diminution par rapport à 1990 (80,4 %). La répartition détaillée en 2018 est la suivante : 
zones agricoles hétérogènes (57,2 %), terres arables (13 %), zones urbanisées (11,6 %), prairies (7,7 %), espaces verts artificialisés, non agricoles (5,2 %), milieux à végétation arbustive et/ou herbacée (3,9 %), espaces ouverts, sans ou avec peu de végétation (0,9 %), zones humides côtières (0,5 %). L'évolution de l'occupation des sols de la commune et de ses infrastructures peut être observée sur les différentes représentations cartographiques du territoire : la carte de Cassini (XVIIIe siècle), la carte d'état-major (1820-1866) et les cartes ou photos aériennes de l'IGN pour la période actuelle (1950 à aujourd'hui).

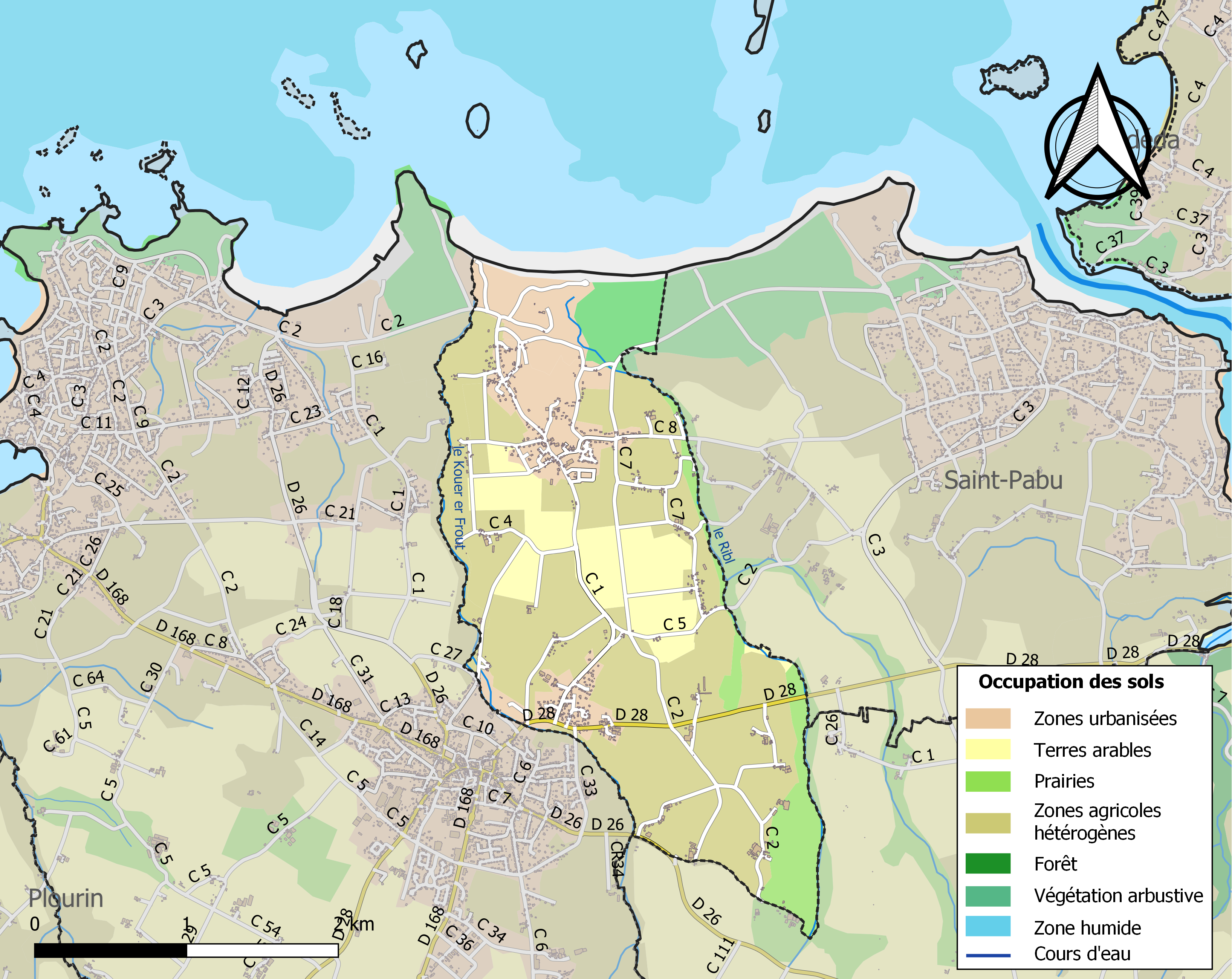
Carte des infrastructures et de l'occupation des sols de la commune en 2018 (CLC).

## Histoire

### Toponymie et origines
Le nom de Lampaul-Ploudalmézeau (Lambaol-Gwitalmeze en breton) provient du mot breton lann (monastère), et de Paol (Pol ou Paul), donc le monastère de Paul, auquel on a ajouté le suffixe « Ploudalmézeau », du nom de la commune voisine, pour différencier la commune d'autres ayant pour nom Lampaul », entre autres Lampaul-Plouarzel ou Lampaul-Guimiliau.
Lampaul-Ploudalmézeau doit en effet son origine à la création d'un ermitage par saint Pol Aurélien au VIe siècle, à l'emplacement de l'église actuelle. Selon la légende, Saint Pol Aurélien aurait été appelé à Lampaul par un de ses compagnons, dont l'ermitage avait été plusieurs fois détruit par un buffle, incarnation du Malin. « Le Saint ayant délivré le pays de cet hôte terrible, y fixa sa demeure pour un peu de temps, tandis que ses disciples continuaient à vivre dispersés çà et là. Il bénit ce lieu, il bénit en particulier la fontaine, et se construisit, comme dans ses établissements antérieurs, un oratoire et une petite cellule. »
Saint Pol Aurélien est un des sept saints fondateurs de la Bretagne (avec saint Brieuc, saint Tugdual, saint Patern, saint Corentin, saint Samson et saint Malo). Originaire de Glamorgan au Pays de Galles, saint Pol Aurélien est le fondateur de l'évêché du Léon. Né en l'an 492 (ou en 480), Pol Aurélien aurait appartenu à la famille britto-romaine des « Aurelianus » (Ve – VIe siècles) ; il est présenté comme un disciple de saint Ildut. Le roi franc Childebert Ier (511-588) le fit ordonner évêque et le plaça à la tête de l'évêché de Léon à Kastell-Paol (Saint-Pol-de-Léon). À la suite de son retrait, vers l'an 553, sur l'île de Batz, trois évêques lui succédèrent de son vivant : Jaoua, Ternvael (ou Tiernomallus) et Keveren (ou Cetomerinus). Il meurt semble-t-il vers 580 (ou 594).

### Antiquité
Une pièce d'or frappée probablement à Cyrène, ville grecque de Libye, entre 322 et 313 avant J.-C., fut trouvée en 1959 sur la plage de Porz-Gwenn, mêlée à des algues. C'est sans doute une preuve du voyage que Pythéas, navigateur grec, entreprit vers les rivages armoricains à cette époque.

### Moyen Âge
Lampaul était une ancienne trève de Ploudalmézeau. Elle a été érigée en paroisse entre 1330 et 1427. La paroisse de Lampaul-Ploudalmézeau dépendait autrefois de l'archidiaconé d'Ac'h faisant partie de l'évêché de Léon.
On rencontre les appellations suivantes : Monasterium sive vulgato nomine Lanna Pauli in Plebe Telmedovia (en 884), Landapauli Ploedalmezeu (en 1467), Lambaol Guitalmezeau (en 1787).

### Époque moderne
Au XVIe siècle, Lampaul-Ploudalmézeau faisait partie de la sénéchaussée de Brest et Saint-Renan.
En 1759, une ordonnance de Louis XV ordonne à la paroisse de Lambol-Guital-Mezeau [Lampaul-Ploudalmézeau] de fournir 9 hommes et de payer 59 livres pour « la dépense annuelle de la garde-côte de Bretagne ».
Jean-Baptiste Ogée décrit ainsi Lampaul-Ploudalmézeau en 1778 :

« Lampaul ; près Ploudalmézeau, sur la côte, à 11 lieues un quart à l'ouest de Saint-Pol-de-Léon, son évêché ; à 49 lieues de Rennes et à 5 lieues de Brest, sa subdélégation et son ressort. On y compte 1 000 communiants. La cure est présentée par l'Évêque. Il y a dans cette paroisse trois hautes-justices, une moyenne et six basses, qui ressortissent au siège royal de Brest. Son territoire, borné à l'ouest et au nord par la mer, est fertile en toutes sortes de grains. Les terres sont bonnes et cultivées avec le plus grand soin. (...). Lesguen et le Carpont [le manoir du Carpont fut édifié au XVe siècle par la famille Le Maucazre], maisons nobles. »

### LeXIXesiècle
En 1813, selon le recteur, deux chapelles en bon état de réparation existent alors dans la paroisse : celle de Sainte-Brigitte, dont un sieur Coum aurait été fondateur, et celle de Kerber, construite par le sieur Lesguern [en fait Lesguen, seigneur de Lestrémeur en Ploudalmézeau, probablement].

#### Lampaul-Ploudalmézeau vers le milieu duXIXesiècle
A. Marteville et P. Varin, continuateurs d'Ogée, décrivent ainsi Lampaul-Ploudalmézeau en 1843 :

« Lampaul-Ploudalmézeau (sous l'invocation de saint Pol) : commune formée par l'ancienne paroisse de ce nom ; aujourd'hui succursale. (...) La récolte du goémon favorise beaucoup l'agriculture de cette commune : les terres sont bien cultivées, et le blé qu'elles produisent suffit, et au-delà, à la consommation locale. Le bois de charpente manque, mais l'orme et le frêne réussissent assez bien. Géologie : constitution granitique. On parle le breton. »

Une épidémie de choléra fit 9 morts à Lampaul-Ploudalmézeau entre le 4 et le 12 décembre 1849.

#### Les écoles de Lampaul-Ploudalmézeau
Une école avait ouvert en 1834 à Lampaul-Ploudalmézeau sous la pression du préfet, mais son premier instituteur sombra dans l'ivrognerie et le second, qui ne put obtenir son brevet de capacité, fut révoqué en 1842. Une école congréganiste ouvrit à Lampaul-Ploudalmézeau en 1867. Une école laïque de garçons fut construite en 1893, à la suite d'une mise en demeure du préfet, malgré les protestations du Conseil municipal qui jugeait qu'elle « est non seulement inutile, mais préjudiciable aux intérêts de la commune ». Une école laïque de filles ouvrit le 1er octobre 1908, à la suite d'une nouvelle mise en demeure du préfet, mais la plupart des parents préférèrent envoyer leurs enfants à l'école chrétienne de Ploudalmézeau. En 1924, l'ouverture d'une école privée catholique de filles dans la commune entraîna la fermeture de l'école publique des filles.

#### Lampaul-Ploudalmézeau décrit en 1889
Benjamin Girard décrit ainsi Lamaul-Ploudalmézeau en 1889 :

« Cette commune, dont la partie nord borde le littoral, forme une bande de terre assez étroite entre les communes de Ploudalmézeau et Saint-Pabu. Le bourg, qui ne compte que 90 habitants, a une école mixte. (...) On prétend que les sables amoncelés au bord de la mer, dans ces parages, recouvrent une ancienne forêt, dont on apercevrait les vestiges dans les grandes marées d'équinoxe. »

#### L'attitude de la population lors d'un incendie en 1892
Fin septembre 1892, un incendie se déclara dans une grange située près des maisons du bourg. « Toutes les maisons sont couvertes en chaume, et le vent porte les étincelles sur les toitures ; il n'y a pas de pompe ; l'eau manque, tout va brûler. Au son du tocsin, le recteur et tous les habitants du bourg sont accourus. En présence de l'immense danger, le recteur, cédant à une inspiration subite, propose à la foule de faire un vœu à Notre-Dame de Kersaint (...). Tout le monde se jette à genoux en face du brasier. Le recteur, à haute voix, au nom de ses paroissiens, s'engage, si le feu s'arrête dans sa marche, à aller en procession à Notre-Dame de Kersaint et à dire une messe d'actions de grâces. (...) Les fidèles bretons se sont à peine relevés que la toiture de l'étable s'effondre, coupant toute communication entre le foyer de l'incendie et les maisons. Le bourg de Lampaul-Ploudalmézeau était sauvé. (...) ».

### LeXXesiècle

#### La Belle Époque

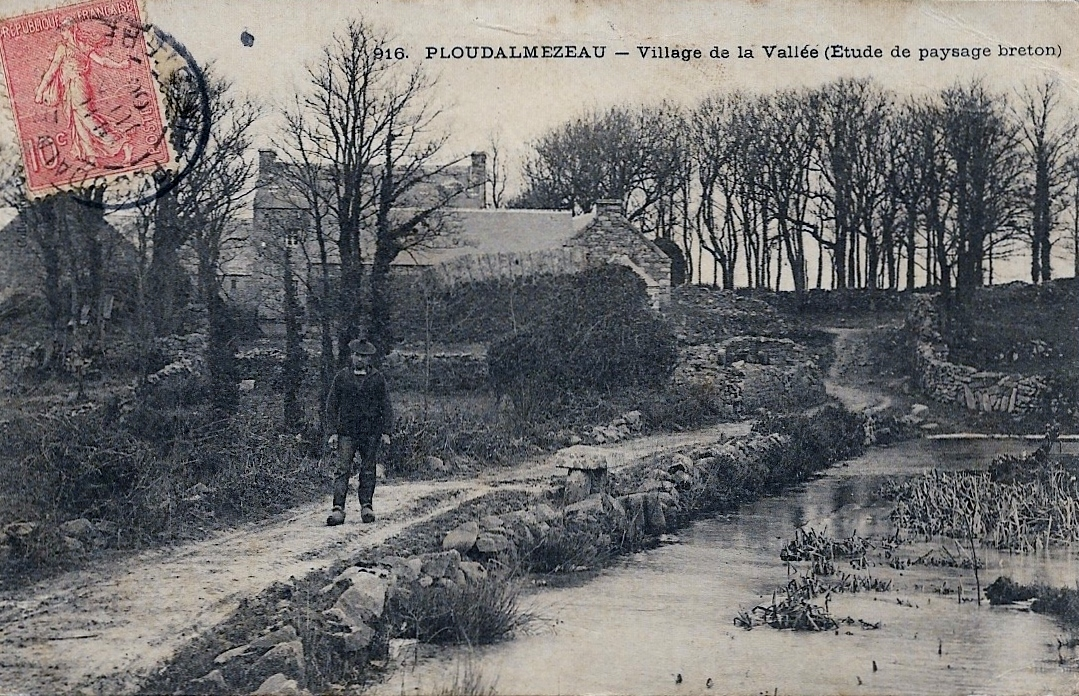
La ferme de Pen-ar-Creac'h en Lampaul-Ploudalmézeau vers 1900 (carte postale).

François Arzel, second maître canonnier, né à Lampaul-Ploudalmézeau et âgé de 30 ans, fut l'une des trois victimes lors de l'explosion prématurée d'une gargousse à bord du cuirassé Danton le 17 février 1913 près de Toulon.

#### LaPremière Guerre mondiale
Le monument aux morts de Lampaul-Ploudalmézeau porte les noms de 36 soldats morts pour la France pendant la Première Guerre mondiale. Deux d'entre eux au moins (Jean Gouzien, Jean Le Roux) sont des marins disparus en mer ; la plupart des autres sont des soldats décédés sur le sol français, à l'exception de Jean Migadel, mort le 13 décembre 1915 alors qu'il était prisonnier en Allemagne et de Joseph Pellen, soldat au 166e régiment d'infanterie, tué à l'ennemi le 23 octobre 1918 à Gottem (Belgique).

#### L'Entre-deux-guerres
Des jeunes paysans finistériens, notamment de Lampaul-Ploudalmézeau, émigrent pendant la décennie 1920 en direction du Périgord et du sud-ouest de la France ; certains s'installèrent dans le Périgord.

#### LaSeconde Guerre mondiale
Jean Le Roux, Jean Milon, Robert Alaterre et Daniel Lomenech débarquèrent le 18 mars 1941 à Lampaul-Ploudalmézeau avec deux postes émetteurs pour créer le réseau Johnny, chargé principalement de surveiller les mouvements de la Kriegsmarine autour du port de Brest.
François Héliès, maître chauffeur, a été décoré de la Croix de guerre en 1942 et fait chevalier de la Légion d'honneur en 1951, pour son courage à bord de son bâtiment alors que celui-ci s'apprêtait à couler.

#### L'après Seconde Guerre mondiale
Pendant les cinq mandats de maire d'Yves Morel entre 1965 et 1995 sont décidés « la fin de l'extraction de sable dans les dunes communales, l'acheminement de l'eau potable et la création du syndicat d'eau intercommunal avec Saint-Pabu, le remembrement, la restauration de l'église, l'acquisition de l'ancienne école privée, le camping municipal ou encore l'éclairage public » ; en 1977 ouvre la première école Diwan.

#### La première écoleDiwan
La première Skol Diwan (école associative bretonnante) de France ouvrit le lundi 23 mai 1977 à Lampaul-Ploudalmézeau, à l'initiative de René L'Hostis, syndicaliste et militant breton,, avec la bienveillance du maire Yves Morel, et de son adjoint Louis Fourn, sensibles à la langue bretonne,,. Elle comptait sept élèves de maternelle, l'instituteur était Denez Abernot. Elle était logée dans une salle municipale jouxtant la Mairie, en l'occurrence une ancienne école fermée depuis 5 ans, 

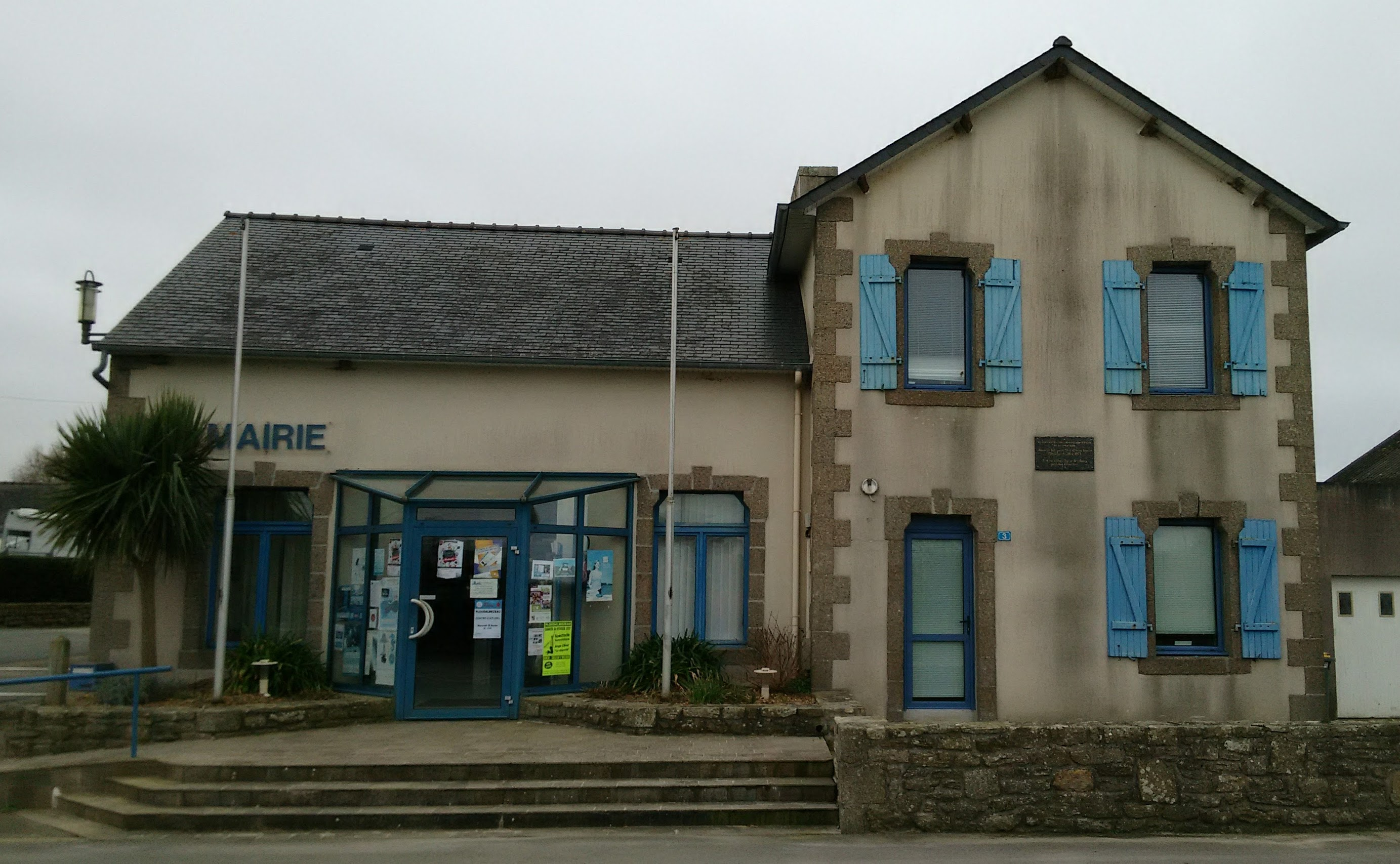
Mairie et emplacement de la première école diwan
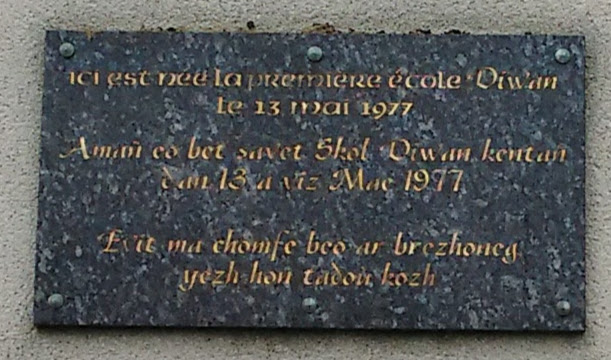
Plaque apposée sur la mairie

## Politique et administration
| Période       | Période           | Identité                | Étiquette | Qualité                                               |
| ------------- | ----------------- | ----------------------- | --------- | ----------------------------------------------------- |
| 1793          | An IV             | Joseph Calvarin         |           |                                                       |
| An IX         | 1816              | Vincent Marie Bouzeloc  |           | Cultivateur.                                          |
| 1816          | 1858              | François Marie Gélébart |           | Cultivateur.                                          |
| 1859          | 1881              | Jean-Marie Le Dreff     |           | Cultivateur.                                          |
| 1881          | 1895              | Jean-François Bégoc     |           | Cultivateur.                                          |
| 1895          | 1907              | Jean-Yves Bouzeloc      |           | Cultivateur.                                          |
| 1908          | 1912              | Prigent Morel           |           | Cultivateur.                                          |
| 1912          | 1925              | Jean Cabon              |           | Cultivateur.                                          |
| 1925          | 1944              | Jean-Marie Pellen       |           | Cultivateur.                                          |
|               |                   | ?                       |           |                                                       |
| 1965          | 1995              | Yves Morel              |           | Cultivateur. A effectué 5 mandats de maire.           |
| 1995          | mars 2008         | Louis Fourn             |           | Cultivateur.                                          |
| mars 2008     | 21 septembre 2013 | Patrice Cottebrune      |           | Colonel de l'armée de terre Décédé en cours de mandat |
| novembre 2013 | mars 2014         | André Le Borgne         |           | Artisan retraité.                                     |
| mars 2014     | En cours          | Anne Apprioual          | SE        | Professeure des écoles                                |

## Démographie
| 1793 | 1800 | 1806 | 1821 | 1831 | 1836 | 1841 | 1846 | 1851 |
| ---- | ---- | ---- | ---- | ---- | ---- | ---- | ---- | ---- |
| 772  | 774  | 491  | 599  | 836  | 937  | 941  | 929  | 899  |

| 1856 | 1861 | 1866 | 1872 | 1876 | 1881 | 1886 | 1891 | 1896 |
| ---- | ---- | ---- | ---- | ---- | ---- | ---- | ---- | ---- |
| 852  | 831  | 845  | 771  | 783  | 723  | 730  | 740  | 702  |

| 1901 | 1906 | 1911 | 1921 | 1926 | 1931 | 1936 | 1946 | 1954 |
| ---- | ---- | ---- | ---- | ---- | ---- | ---- | ---- | ---- |
| 686  | 698  | 694  | 683  | 671  | 663  | 615  | 608  | 596  |

| 1962 | 1968 | 1975 | 1982 | 1990 | 1999 | 2004 | 2006 | 2009 |
| ---- | ---- | ---- | ---- | ---- | ---- | ---- | ---- | ---- |
| 594  | 516  | 538  | 548  | 595  | 606  | 664  | 674  | 753  |

| 2014 | 2019 | 2022 | - | - | - | - | - | - |
| ---- | ---- | ---- | - | - | - | - | - | - |
| 827  | 821  | 815  | - | - | - | - | - | - |

## Culture et patrimoine

### Monuments
- L'allée couverte du Ribl, ou allée couverte de Pont-ar-Bleiz (pont du loup en Breton), classée monument historique en 1940[53]. Mougev ar Ribl (allée couverte du Ribl).

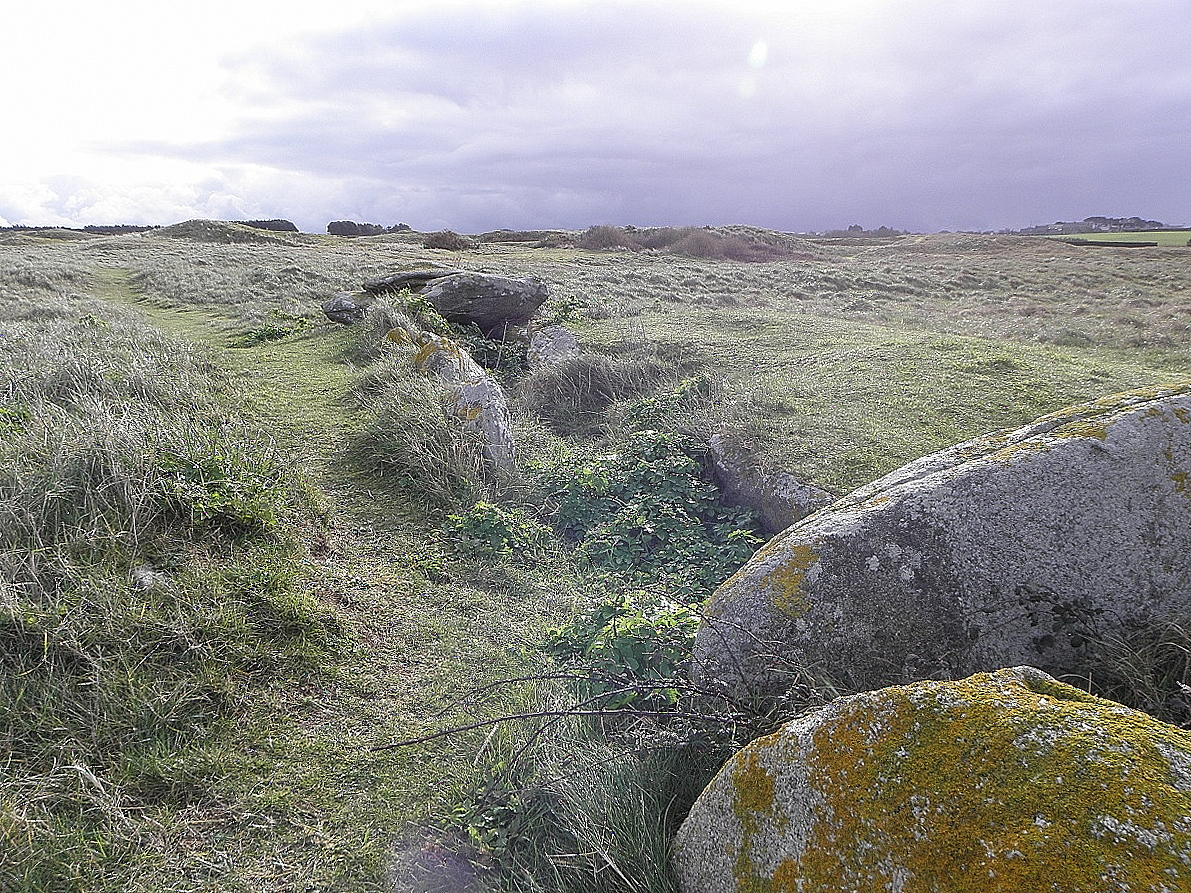
Mougev ar Ribl (allée couverte du Ribl).

- L'église Saint-Paul-Aurélien (XVIIe siècle) inscrite aux monuments historiques en 1926.

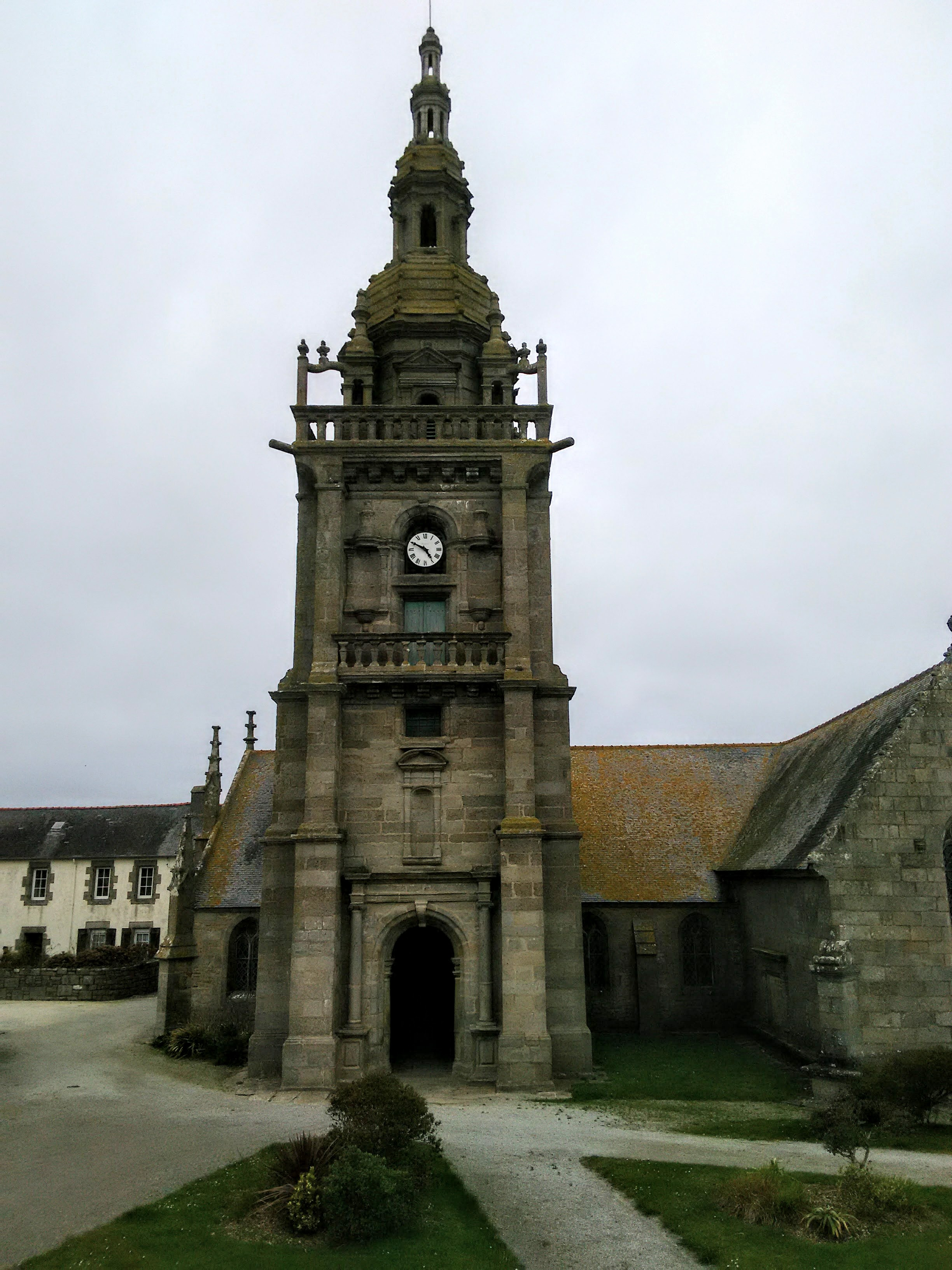
Clocher côté est
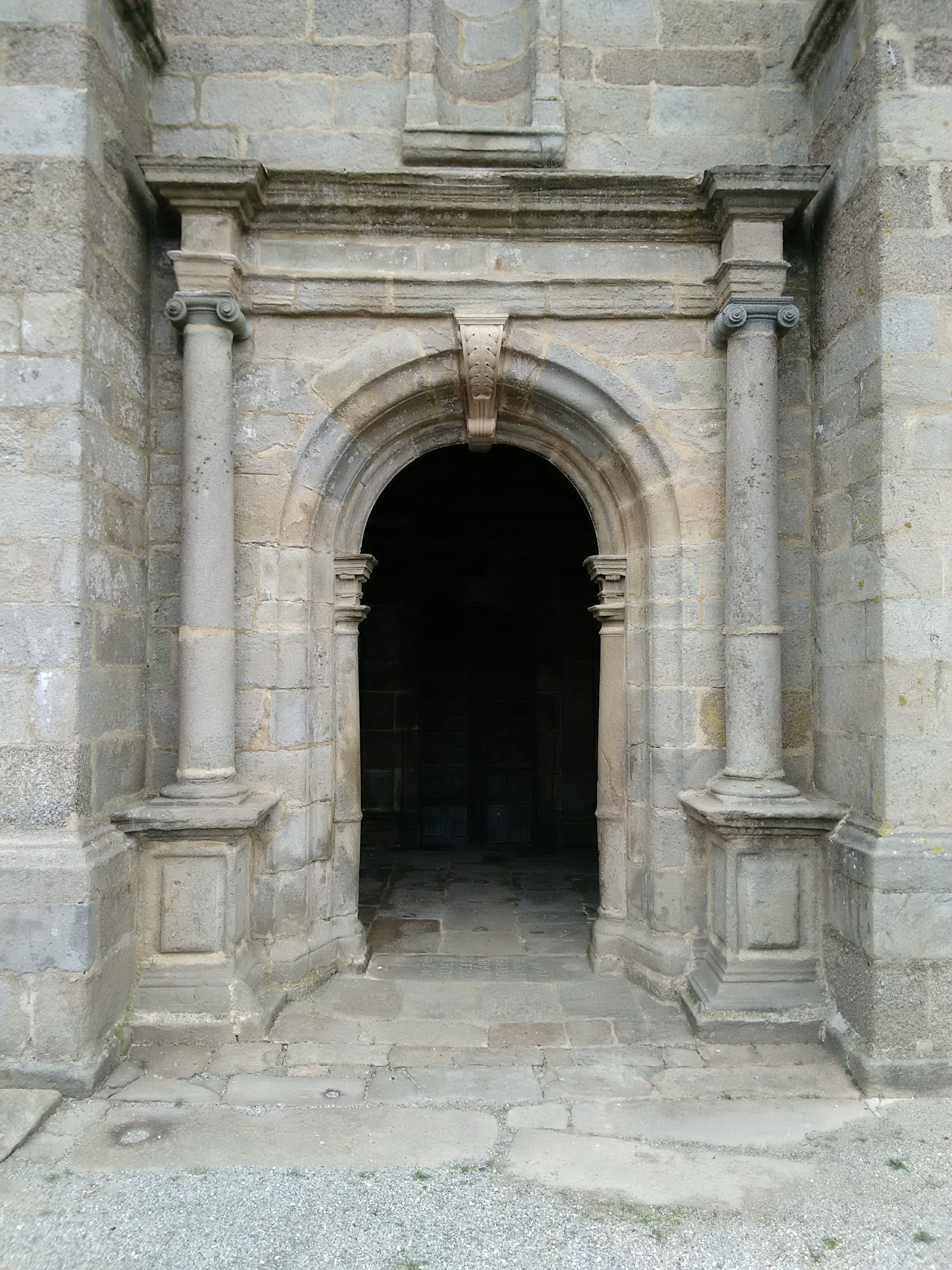
Porche côté est
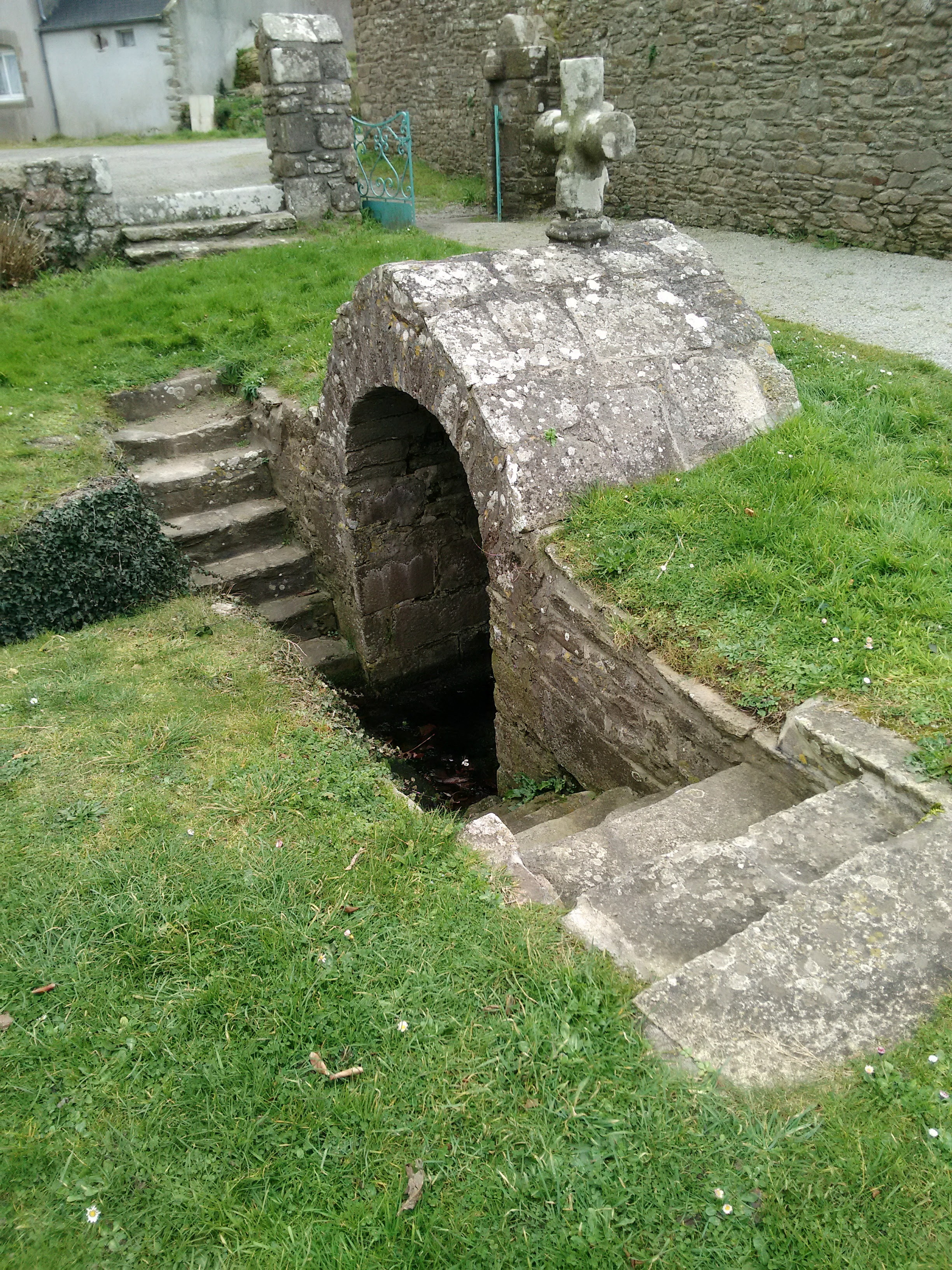
Fontaine

- Le manoir de Roscervo (ou Rosservo), inscrit partiellement au titre des monuments historiques par arrêté du 30 mai 1984[54]

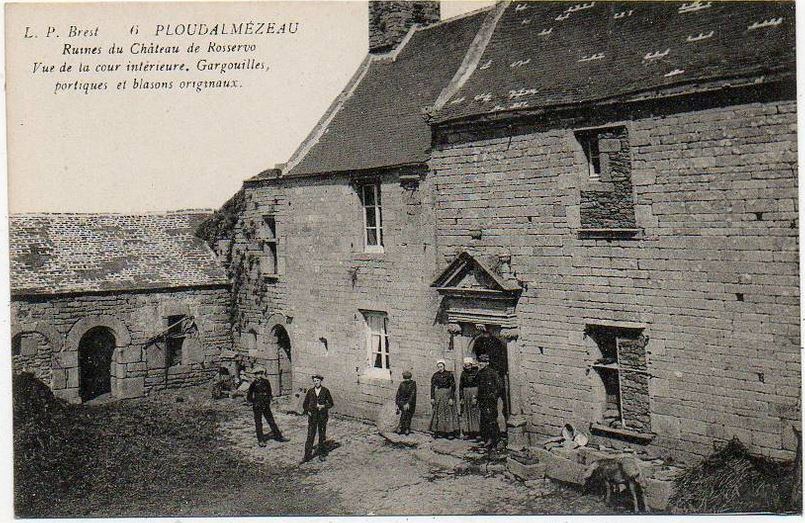
Manoir de Rocervo au début du XXe siècle
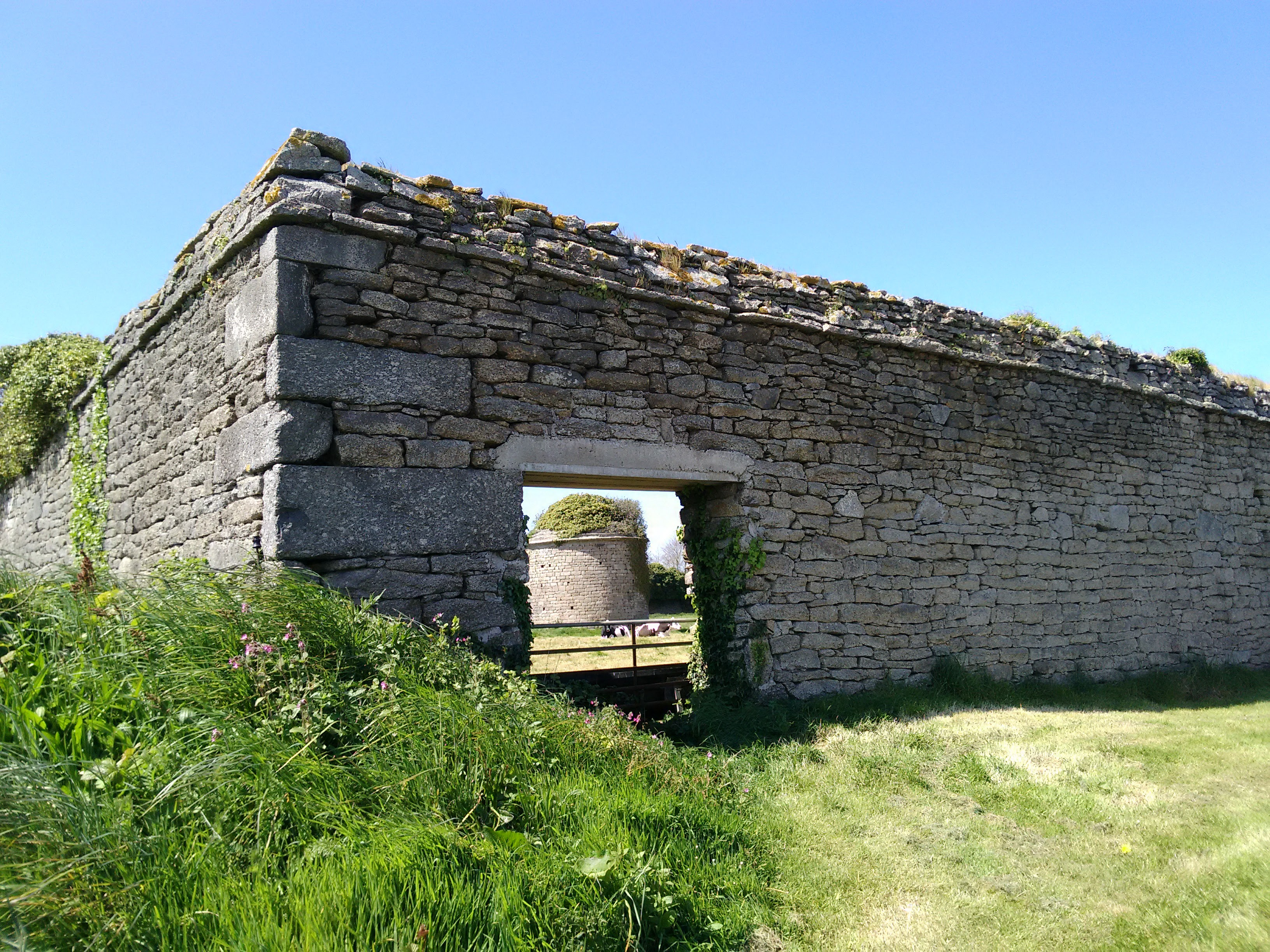
Rocervo - mur d'enceinte et pigeonnier
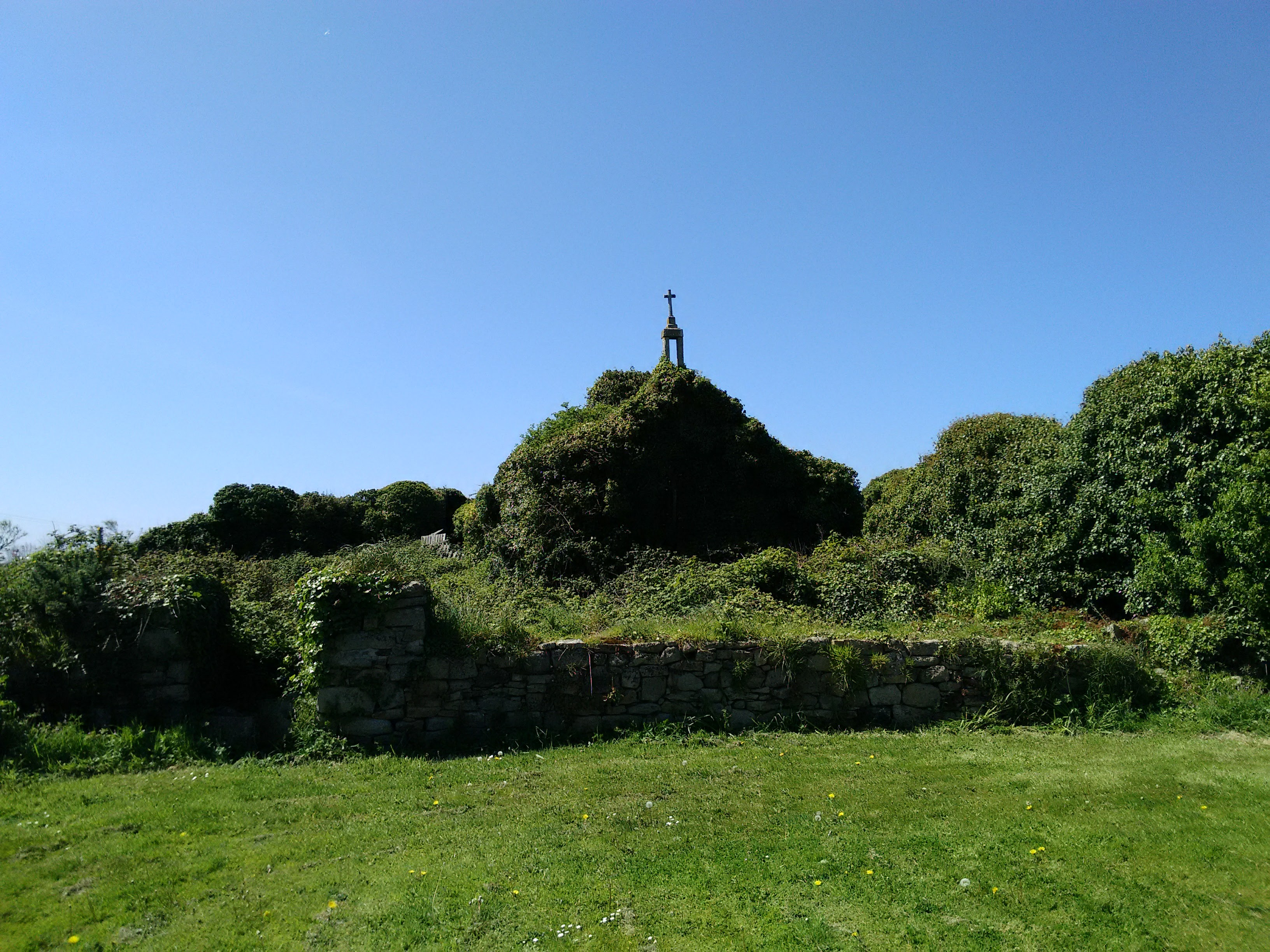
Rocervo - chapelle

- La commune possède sur son territoire beaucoup de croix et calvaires bretons dont certaines ont plus de mille ans : la croix Croaz-an-Aber (1917), les trois croix de Kergounan (haut Moyen Âge), la croix de Kersquivit (haut Moyen Âge), la croix de Kervidoret ou Croas-Ambich (haut Moyen Âge), la croix du cimetière, la croix Croas-Paul (XIVe siècle), la croix de Ty-Nevez (XIXe siècle).

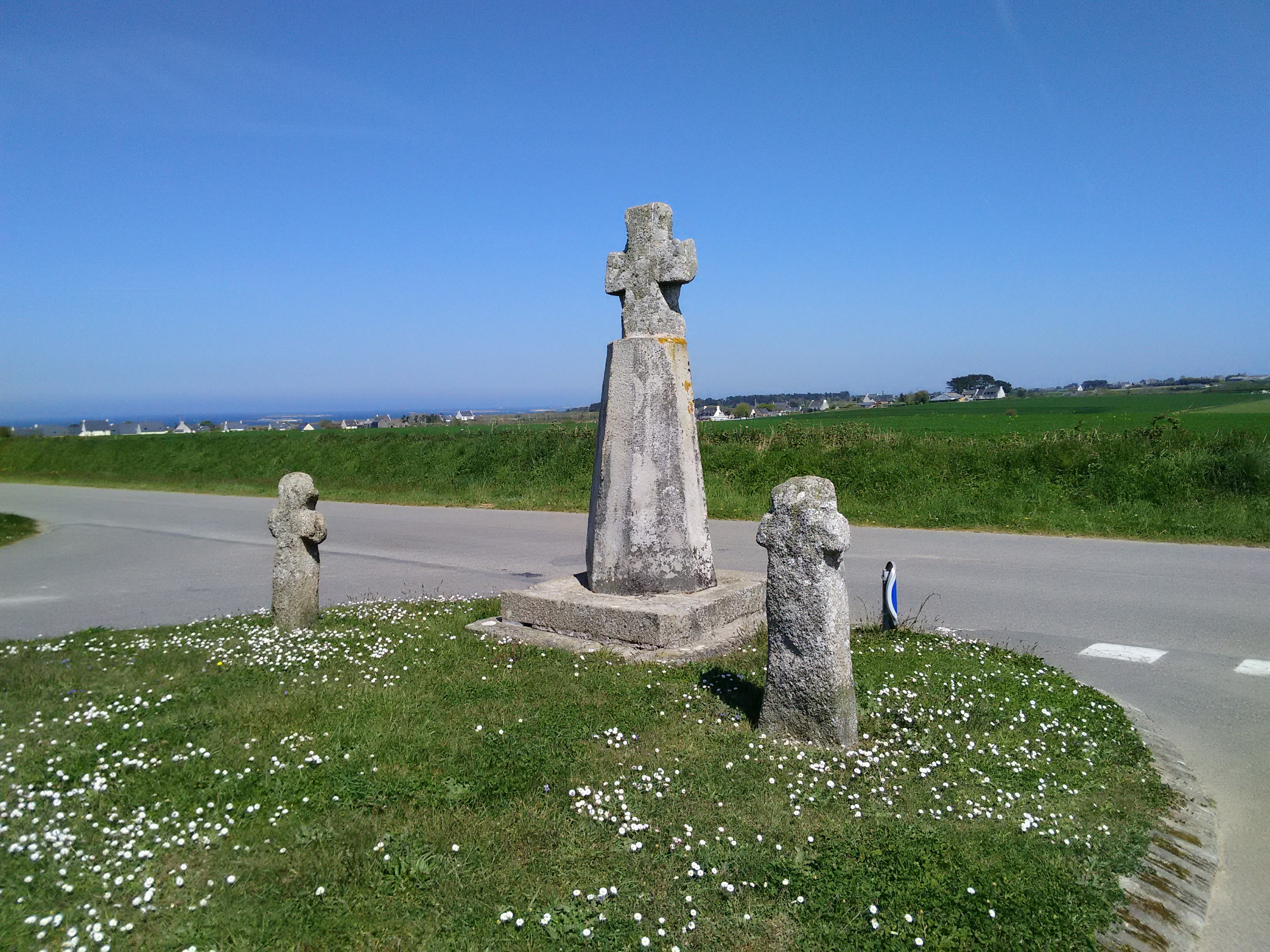
Croix de Kergounan

### Sites maritimes
La commune possède une grande plage de sable blanc, la plage des trois moutons, d'où on peut admirer de nombreux véliplanchistes. On peut aussi y pratiquer le kitesurf et le char à voile.

#### La vague «Annaëlle»
Situé au nord de l'île de Rosservo, le site de la vague « Annaëlle », découverte au début des années 2000 par Laurent Jedoudez, est difficilement accessible ; c'est une vague déferlant sur une dalle rocheuse, qui est souvent redoutable, voire effroyable. Elle attire le gratin du bodyboard mondial. Le « 7e Annaëlle Challenge » a été organisé en décembre 2021 avec 16 compétiteurs et a été remporté par Pierre-Louis Costes, pour qui « Annaëlle » est « l'une des meilleures vagues de reef en  France, si ce n'est la meilleure ».

### Personnalités liées à la commune
Gabriel Éliès, ou Biel Elies, écrivain en breton sous le nom de Mab an Dig, est né à Portsall en 1910 et a grandi dans une petite ferme de Lampaul-Ploudalmézeau.

### Héraldique
| Blason de Lampaul-Ploudalmézeau | Blason  | Tiercé en fasce: au 1) d'azur à deux fleurs de panicaut maritime [chardon bleu, Eryngium maritinum] au naturel, au 2) d'argent à trois mouchetures d'hermine de sable, au 3) de sinople à un dragon d'or. |
| Blason de Lampaul-Ploudalmézeau | Détails | Créé par JF Binon. Sur site Commune 2018. |

### Divers
Le film Le peuple migrateur a été tourné en partie à Lampaul-Ploudalmézeau.  
Le rappeur Georgio a tourné une session live intitulée Ailleurs Session #1 à Lampaul-Ploudalmézeau, dans les dunes de la commune. Cette session, publiée le 13 décembre 2020, met en scène une interprétation du titre "Traffic Lights" de Victor Solf, dans une version réarrangée. L'enregistrement a été réalisé le 30 novembre 2020 dans un cadre naturel face à la mer,.